# Unzen

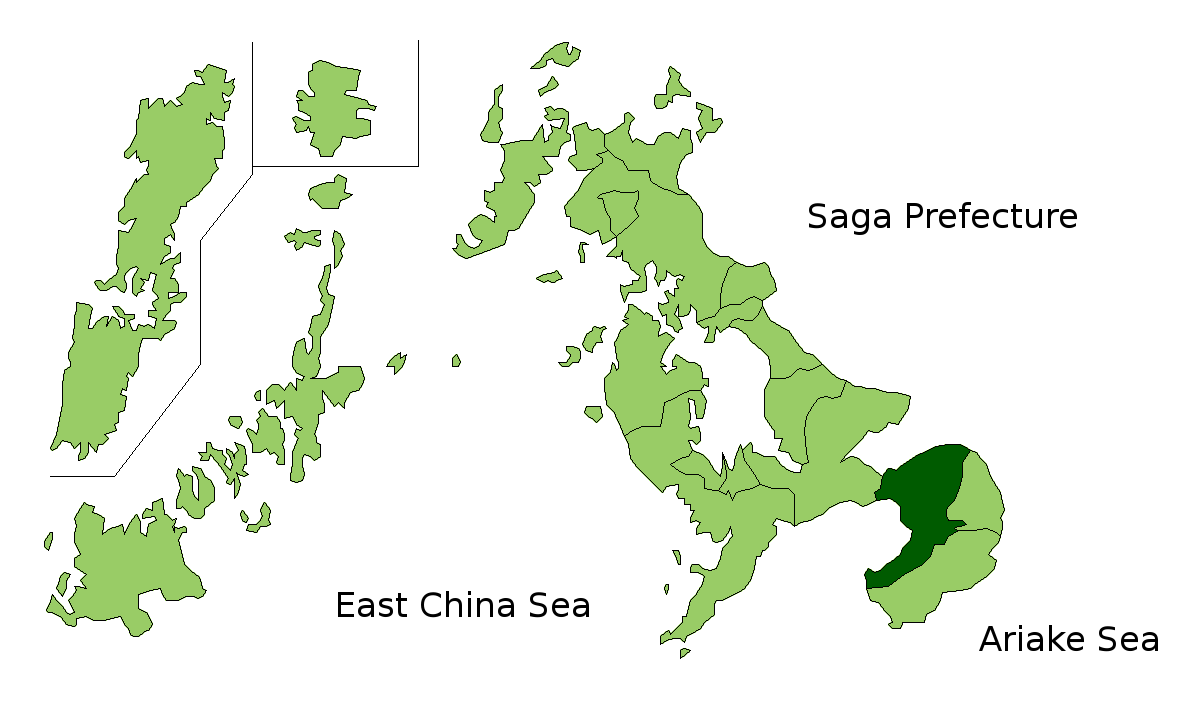

Unzen (雲仙市 Unzen-shi?) este un municipiu din Japonia, prefectura Nagasaki.